# Trillium luteum
Trillium luteum är en nysrotsväxtart som först beskrevs av Henry Ernest Muhlenberg, och fick sitt nu gällande namn av Harb. Trillium luteum ingår i släktet treblad, och familjen nysrotsväxter. Inga underarter finns listade.

## Bildgalleri

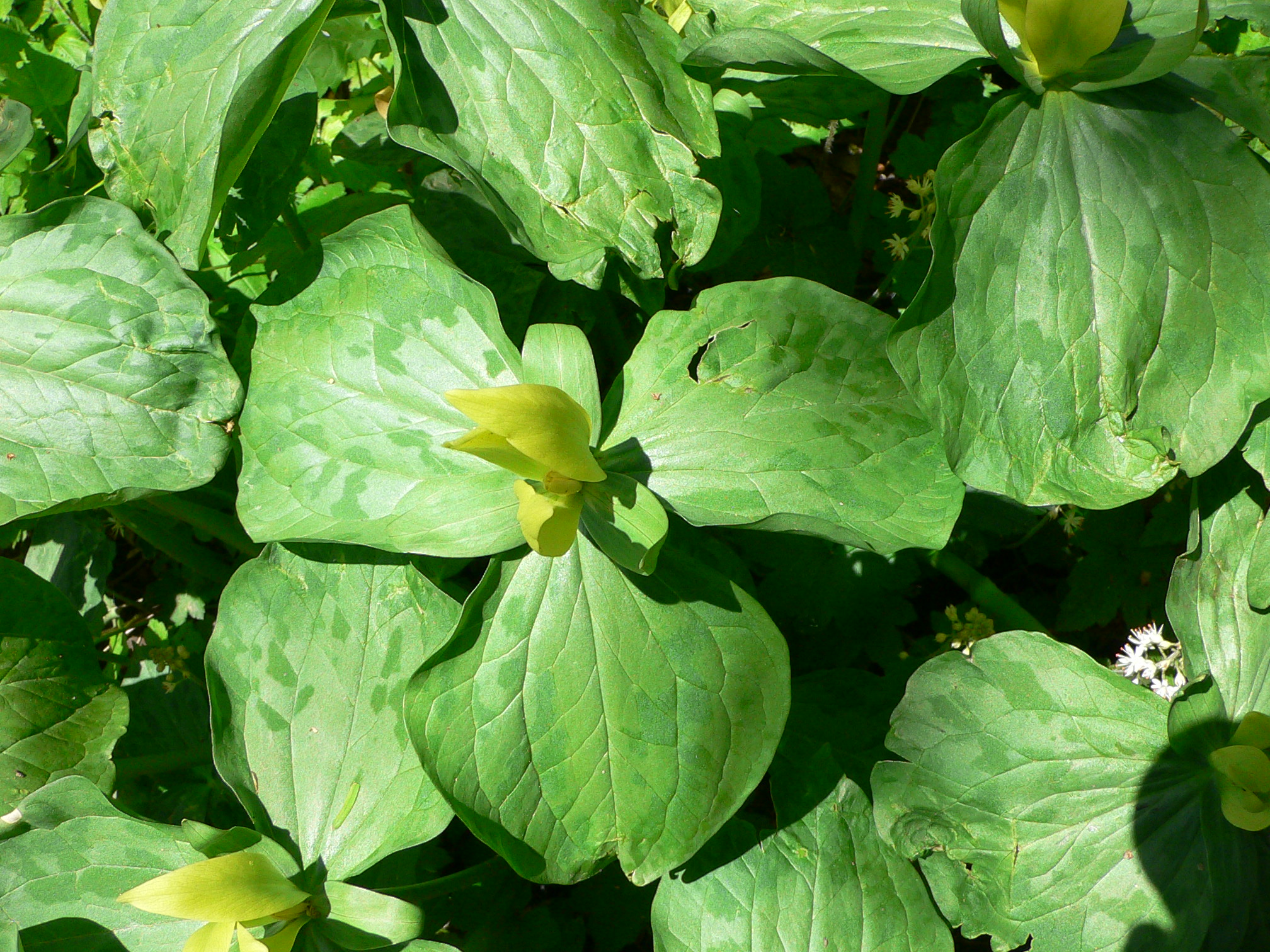
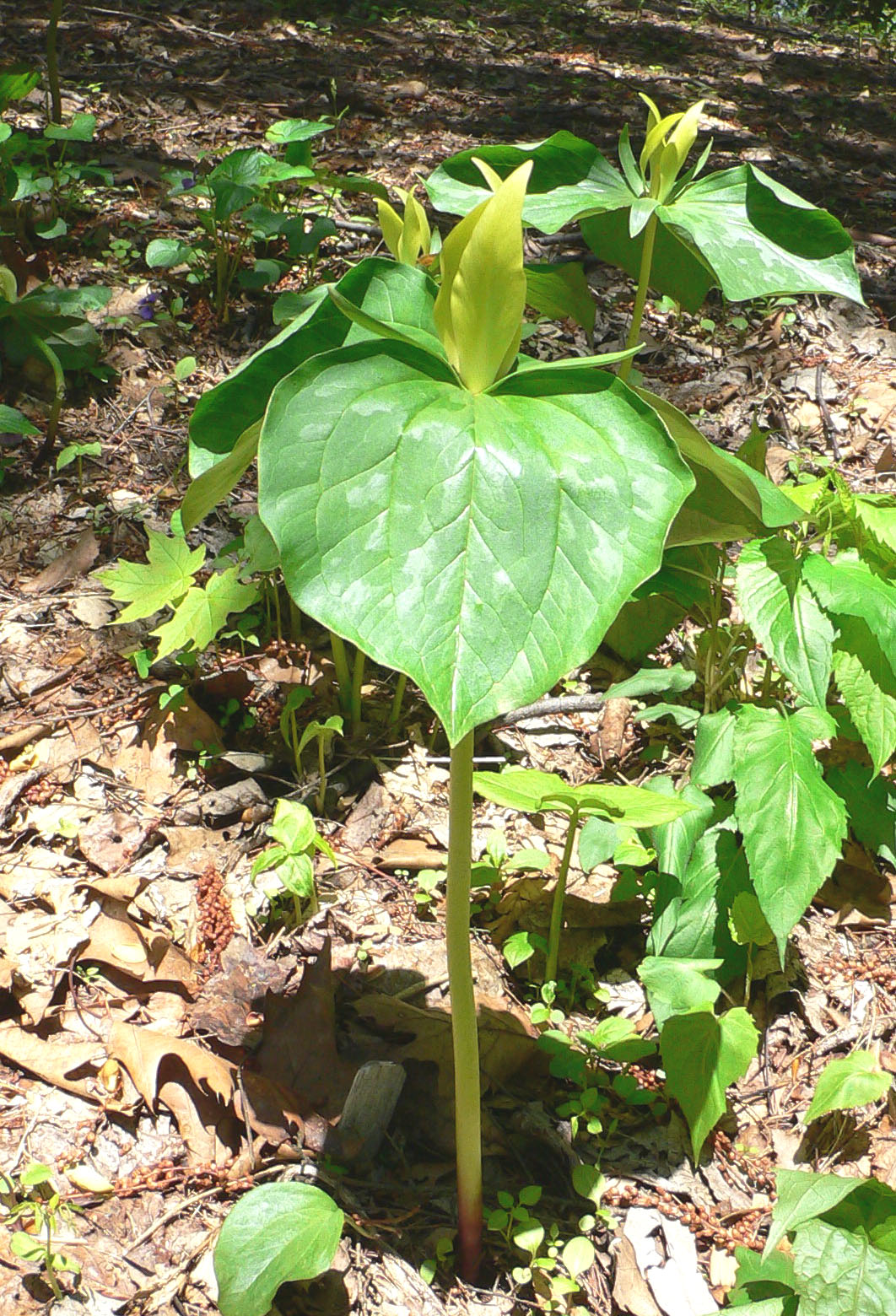
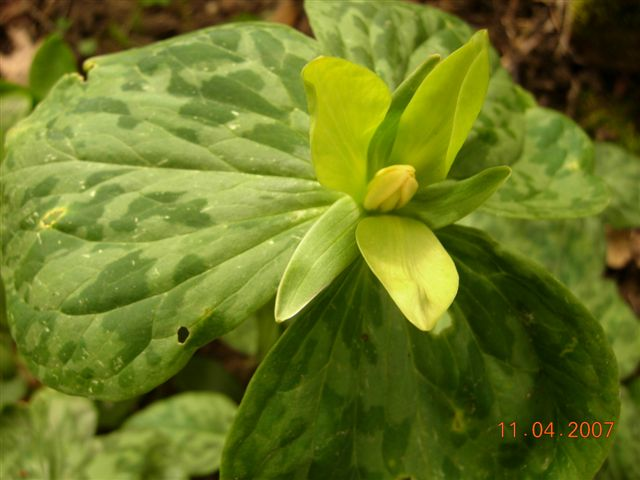
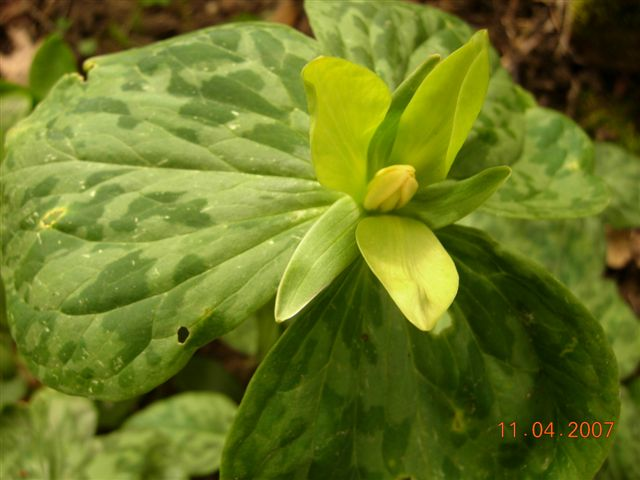